# Кайсынов, Георгий
Гео́ргий Захарович Кайсы́нов (Кайсинов) (узб. Georgiy Kaysinov; род. 23 июля 1971, Орджоникидзе) — советский, российский и узбекский борец вольного стиля, обладатель Кубка мира (1992), Чемпион России (1992) и серебряный призёр Азиатских игр (1998). Мастер спорта международного класса по вольной борьбе.

## Биография
Родился 23 июля 1971 года в осетинской семье. В 1986 году стал заниматься вольной борьбой под руководством заслуженного тренера РСФСР Аслана Алборова. В 1991 году стал чемпионом СССР среди молодёжи. В 1992 году становится чемпионом России в Санкт-Петербурге и обладателем Кубка мира в Москве. Трижды становится бронзовым призёром чемпионата России (1993, 1994, 1995). В 1997 году перебирается в Узбекистан, где выступает за национальную сборную этой страны. В 1998 году становится серебряным призёром Азиатских игр в Бангкоке. В 1999 году становится вторым на чемпионате Азии в Ташкенте.

## Спортивные достижения
- Чемпион России в Санкт-Петербурге (1992)
- Обладатель Кубка мира в Москве (1992)
- Чемпион СССР среди молодёжи (1991)